# Тайга (Красноярский край)
Тайга — посёлок в Козульском районе Красноярского края России. Входит в состав Лазурненского сельсовета. Находится на левом берегу реки Берёзовая (верхний приток реки Кемчуг), примерно в 5 км к северо-востоку от районного центра, посёлка Козулька, на высоте 296 метров над уровнем моря.

## Население
| 2010 |
| ---- |
| 14   |

По данным Всероссийской переписи, в 2010 году численность населения посёлка составляла 14 человек (8 мужчин и 6 женщин).

## Улицы
Уличная сеть посёлка состоит из 2 улиц (ул. Горная и ул. Черёмуховая).